# Luigi Ruffo Scilla
Luigi Ruffo Scilla (Sant'Onofrio, 25 agosto 1750 – Napoli, 17 novembre 1832) è stato un cardinale e arcivescovo cattolico italiano.

## Biografia
Della nobile famiglia dei Ruffo di Calabria, nacque a Sant'Onofrio il 25 agosto 1750 da Guglielmo Ruffo, principe di Scilla, e Lucrezia Reggio, dei principi di Campoflorito e Aci. Studiò presso l'università "La Sapienza" di Roma. Ricevette l'ordinazione presbiteriale il 20 maggio 1780.
L'11 aprile 1785 fu eletto arcivescovo titolare di Apamea di Siria e ricevette la consacrazione episcopale il 24 dello stesso mese; da quell'aprile fu nunzio in Toscana fino al 23 agosto 1793, quando fu nominato nunzio in Austria; l'incarico terminò nel 1800.
Papa Pio VII lo elevò al rango di cardinale nel concistoro del 23 febbraio 1801 e assunse il titolo di cardinale presbitero dei Santi Silvestro e Martino ai Monti. Il 9 agosto 1802 divenne arcivescovo di Napoli ma, il 26 maggio 1806 fu espulso dai francesi e rinchiuso nella fortezza di Gaeta e in seguito fu trasferito a Saint-Quentin, in Francia e, infine, a Fontainebleau. Riuscì a far ritorno a Napoli il 10 giugno 1815.
Partecipò a tre conclavi: quello del 1823, che elesse papa Leone XII, quello del 1829 che elesse papa Pio VIII e quello del 1830-1831, che elesse papa Gregorio XVI.
Il Cardinale Ruffo fu l’artefice del finanziamento di venti milioni di scudi accordati a papa Gregorio XVI nel 1831 da Carl Mayer von Rothschild, rappresentante del ramo napoletano dei Rothschild. Per il finanziamento ricevuto, attraverso il tesoriere generare della Camera Apostolica, Gregorio XVI attribuì a Carl Mayer l’onorificenza del Sacro Militare Ordine Costantiniano di San Giorgio.
Morì il 17 novembre 1832 all'età di 82 anni.

## Genealogia episcopale e successione apostolica
La genealogia episcopale è:
- Cardinale Scipione Rebiba
- Cardinale Giulio Antonio Santori
- Cardinale Girolamo Bernerio, O.P.
- Arcivescovo Galeazzo Sanvitale
- Cardinale Ludovico Ludovisi
- Cardinale Luigi Caetani
- Cardinale Ulderico Carpegna
- Cardinale Paluzzo Paluzzi Altieri degli Albertoni
- Papa Benedetto XIII
- Papa Benedetto XIV
- Papa Clemente XIII
- Cardinale Francesco Saverio de Zelada
- Cardinale Luigi Ruffo Scilla

La successione apostolica è:
- Vescovo Marcello Maria Benci (1807)
- Arcivescovo Salvatore Maria Caccamo, O.E.S.A. (1815)
- Vescovo Francesco Saverio Buonomo (1818)
- Vescovo Ambrosi de Magistris (1818)
- Vescovo Raffaele Longobardi (1819)
- Vescovo Michael Angelo Buono (1819)
- Vescovo Nicola Carelli (1820)
- Vescovo Domenico Lombardi (1821)

## Ascendenza
|                                                         |                                             |                                                              | Genitori                                                    |  |  | Nonni |  |  | Bisnonni                                       |  |  | Trisnonni                       |  |
|                                                         |                                             |                                                              |                                                             |  |  |       |  |  | Guglielmo Ruffo Santapau, V principe di Scilla |  |  | Giuseppe Tiberio Ruffo Santapau |  |
|                                                         |                                             |                                                              |                                                             |  |  |       |  |  | Guglielmo Ruffo Santapau, V principe di Scilla |  |  | Giuseppe Tiberio Ruffo Santapau |  |
|                                                         |                                             | Agata Branciforte Colonna                                    |                                                             |  |  |       |  |  | Guglielmo Ruffo Santapau, V principe di Scilla |  |  |                                 |  |
| Fulco Antonio Ruffo Santapau, VI principe di Scilla     |                                             |                                                              |                                                             |  |  |       |  |  | Guglielmo Ruffo Santapau, V principe di Scilla |  |  |                                 |  |
|                                                         |                                             | Silvia della Marra, VI duchessa di Guardia Lombarda          | Giovanni Battista della Marra, V duca di Guardia Lombarda   |  |  |       |  |  |                                                |  |  |                                 |  |
|                                                         |                                             | Silvia della Marra, VI duchessa di Guardia Lombarda          | Giovanni Battista della Marra, V duca di Guardia Lombarda   |  |  |       |  |  |                                                |  |  |                                 |  |
|                                                         |                                             | Silvia della Marra, VI duchessa di Guardia Lombarda          | Vittoria Pignatelli di Bisaccia                             |  |  |       |  |  |                                                |  |  |                                 |  |
| Guglielmo Antonio Ruffo Santapau, principe di Palazzolo |                                             | Silvia della Marra, VI duchessa di Guardia Lombarda          |                                                             |  |  |       |  |  |                                                |  |  |                                 |  |
|                                                         |                                             | Pietro Tovar, marchese di San Marcellino                     | …                                                           |  |  |       |  |  |                                                |  |  |                                 |  |
|                                                         |                                             | Pietro Tovar, marchese di San Marcellino                     | …                                                           |  |  |       |  |  |                                                |  |  |                                 |  |
|                                                         |                                             | Pietro Tovar, marchese di San Marcellino                     | …                                                           |  |  |       |  |  |                                                |  |  |                                 |  |
| Teresa Tovar                                            |                                             | Pietro Tovar, marchese di San Marcellino                     |                                                             |  |  |       |  |  |                                                |  |  |                                 |  |
|                                                         |                                             | Giovanna di Soria, marchesa di Crispano                      | Diego de Soria y Morales                                    |  |  |       |  |  |                                                |  |  |                                 |  |
|                                                         |                                             | Giovanna di Soria, marchesa di Crispano                      | Diego de Soria y Morales                                    |  |  |       |  |  |                                                |  |  |                                 |  |
|                                                         |                                             | Giovanna di Soria, marchesa di Crispano                      | Teresa de Strada, marchesa di Crispano                      |  |  |       |  |  |                                                |  |  |                                 |  |
| Luigi Ruffo Scilla                                      |                                             | Giovanna di Soria, marchesa di Crispano                      |                                                             |  |  |       |  |  |                                                |  |  |                                 |  |
|                                                         | Stefano Reggio Saladino, II principe di Aci | Luigi Riggio Giuffrè, II principe di Campofiorito            |                                                             |  |  |       |  |  |                                                |  |  |                                 |  |
|                                                         | Stefano Reggio Saladino, II principe di Aci | Luigi Riggio Giuffrè, II principe di Campofiorito            |                                                             |  |  |       |  |  |                                                |  |  |                                 |  |
|                                                         | Stefano Reggio Saladino, II principe di Aci | Francesca Saladino Celestri, baronessa di Valguarnera Radali |                                                             |  |  |       |  |  |                                                |  |  |                                 |  |
| Luigi Reggio Branciforte, principe di Campofiorito      | Stefano Reggio Saladino, II principe di Aci |                                                              |                                                             |  |  |       |  |  |                                                |  |  |                                 |  |
|                                                         |                                             | Dorotea Branciforte Colonna                                  | Pietro Branciforte, marchese di Martini                     |  |  |       |  |  |                                                |  |  |                                 |  |
|                                                         |                                             | Dorotea Branciforte Colonna                                  | Pietro Branciforte, marchese di Martini                     |  |  |       |  |  |                                                |  |  |                                 |  |
|                                                         |                                             | Dorotea Branciforte Colonna                                  | Margherita Colonna Romano                                   |  |  |       |  |  |                                                |  |  |                                 |  |
| Maria Lucrezia Reggio                                   |                                             | Dorotea Branciforte Colonna                                  |                                                             |  |  |       |  |  |                                                |  |  |                                 |  |
|                                                         |                                             | Ignazio Sebastiano Gravina d'Amato, IV principe di Palagonia | Ferdinando Gravina Alliata, II principe di Palagonia        |  |  |       |  |  |                                                |  |  |                                 |  |
|                                                         |                                             | Ignazio Sebastiano Gravina d'Amato, IV principe di Palagonia | Ferdinando Gravina Alliata, II principe di Palagonia        |  |  |       |  |  |                                                |  |  |                                 |  |
|                                                         |                                             | Ignazio Sebastiano Gravina d'Amato, IV principe di Palagonia | Costanza d'Amato Burglio                                    |  |  |       |  |  |                                                |  |  |                                 |  |
| Caterina Gravina Gravina                                |                                             | Ignazio Sebastiano Gravina d'Amato, IV principe di Palagonia |                                                             |  |  |       |  |  |                                                |  |  |                                 |  |
|                                                         |                                             | Lucrezia Lavina Gravina Requesens                            | Girolamo Michele Gravina Migliaccio, 2º Duca di San Michele |  |  |       |  |  |                                                |  |  |                                 |  |
|                                                         |                                             | Lucrezia Lavina Gravina Requesens                            | Girolamo Michele Gravina Migliaccio, 2º Duca di San Michele |  |  |       |  |  |                                                |  |  |                                 |  |
|                                                         |                                             | Lucrezia Lavina Gravina Requesens                            | Caterina Requesens Gravina                                  |  |  |       |  |  |                                                |  |  |                                 |  |
|                                                         |                                             | Lucrezia Lavina Gravina Requesens                            |                                                             |  |  |       |  |  |                                                |  |  |                                 |  |